# アメリカ合衆国財務長官
アメリカ合衆国財務長官（アメリカがっしゅうこくざいむちょうかん、英語：United States Secretary of the Treasury）は、アメリカ合衆国財務省の長官であり、連邦政府において財政政策および金融政策を担当する閣僚である。日本における財務大臣に相当する。
かつては国家安全保障の一部も担当しており、関税局やシークレットサービス、アルコール・タバコ・火器及び爆発物取締局などの法執行機関も管轄していたが、2003年の省庁再編に伴い、国土安全保障省などの他の省庁に移管された。
財務長官は大統領に対して経済政策に関する助言を行う顧問であり、アメリカ合衆国連邦政府の財政政策および金融政策を決定する上で重要な役割を担っている。財務長官はアメリカ合衆国内外の経済の安定を図るための金融政策、経済政策、税制政策を策定し、策定した政策を大統領に提言する責任を負っている。また連邦政府の財政担当者として、国庫借入金や、硬貨および紙幣発行の監督責任を負う。そのため財務長官は連邦準備券を法定通貨として発行する際には、アメリカ合衆国財務官とともに署名をしなければならない。
財務長官は連邦政府の最高財務責任者であり、経済政策閣僚会議の議長代行や、国際通貨基金、米州開発銀行、アジア開発銀行、欧州復興開発銀行のアメリカ合衆国代表を務める。

## 歴代財務長官
| 代 | 画像 | 氏名                               | 在任期間       | 在任期間       | 大統領                                                                  |
| -- | ---- | ---------------------------------- | -------------- | -------------- | ----------------------------------------------------------------------- |
| 1  |      | アレクサンダー・ハミルトン         | 1789年9月11日  | 1795年1月31日  | ジョージ・ワシントン                                                    |
| 2  |      | オリヴァー・ウォルコット           | 1795年2月3日   | 1800年12月31日 | ジョージ・ワシントン ジョン・アダムズ                                   |
| 3  |      | サミュエル・デクスター             | 1801年1月1日   | 1801年5月13日  | ジョン・アダムズ トーマス・ジェファーソン                               |
| 4  |      | アルバート・ギャラティン           | 1801年5月14日  | 1814年2月8日   | トーマス・ジェファーソン ジェームズ・マディソン                         |
| 5  |      | ジョージ・キャンベル               | 1814年2月9日   | 1814年10月5日  | ジェームズ・マディソン                                                  |
| 6  |      | アレクサンダー・ダラス             | 1814年10月6日  | 1816年10月21日 | ジェームズ・マディソン                                                  |
| 7  |      | ウィリアム・クロウフォード         | 1816年10月22日 | 1825年3月6日   | ジェームズ・マディソン ジェームズ・モンロー                             |
| 8  |      | リチャード・ラッシュ               | 1825年3月7日   | 1829年3月5日   | ジョン・クィンシー・アダムズ                                            |
| 9  |      | サミュエル・インガム               | 1829年3月6日   | 1831年6月20日  | アンドリュー・ジャクソン                                                |
| 10 |      | ルイス・マクレーン                 | 1831年8月8日   | 1833年5月28日  | アンドリュー・ジャクソン                                                |
| 11 |      | ウィリアム・デュアン               | 1833年5月29日  | 1833年9月22日  | アンドリュー・ジャクソン                                                |
| 12 |      | ロジャー・トーニー                 | 1833年9月23日  | 1834年6月25日  | アンドリュー・ジャクソン                                                |
| 13 |      | レヴィ・ウッドベリー               | 1834年7月1日   | 1841年3月3日   | アンドリュー・ジャクソン マーティン・ヴァン・ビューレン                 |
| 14 |      | トマス・ユーイング                 | 1841年3月5日   | 1841年9月11日  | ウィリアム・H・ハリスン ジョン・タイラー                                |
| 15 |      | ウォルター・フォワード             | 1841年9月13日  | 1843年3月1日   | ジョン・タイラー                                                        |
| 16 |      | ジョン・カンフィールド・スペンサー | 1843年3月8日   | 1844年5月2日   | ジョン・タイラー                                                        |
| 17 |      | ジョージ・ビブ                     | 1844年7月4日   | 1845年3月7日   | ジョン・タイラー                                                        |
| 18 |      | ロバート・ウォーカー               | 1845年3月8日   | 1849年3月5日   | ジェームズ・ポーク                                                      |
| 19 |      | ウィリアム・メレディス             | 1849年3月8日   | 1850年7月22日  | ザカリー・テイラー                                                      |
| 20 |      | トマス・コーウィン                 | 1850年7月23日  | 1853年3月6日   | ミラード・フィルモア                                                    |
| 21 |      | ジェイムズ・ガスリー               | 1853年3月7日   | 1857年3月6日   | フランクリン・ピアース                                                  |
| 22 |      | ハウエル・コブ                     | 1857年3月7日   | 1860年12月8日  | ジェームズ・ブキャナン                                                  |
| 23 |      | フィリップ・トマス                 | 1860年12月12日 | 1861年1月14日  | ジェームズ・ブキャナン                                                  |
| 24 |      | ジョン・アダムズ・ディクス         | 1861年1月15日  | 1861年3月6日   | ジェームズ・ブキャナン                                                  |
| 25 |      | サーモン・チェイス                 | 1861年3月7日   | 1864年6月30日  | エイブラハム・リンカーン                                                |
| 26 |      | ウィリアム・フェッセンデン         | 1864年7月5日   | 1865年3月3日   | エイブラハム・リンカーン                                                |
| 27 |      | ヒュー・マカロック                 | 1865年3月9日   | 1869年3月3日   | エイブラハム・リンカーン アンドリュー・ジョンソン                       |
| 28 |      | ジョージ・バウトウェル             | 1869年3月12日  | 1873年3月16日  | ユリシーズ・グラント                                                    |
| 29 |      | ウィリアム・リチャードソン         | 1873年3月17日  | 1874年6月3日   | ユリシーズ・グラント                                                    |
| 30 |      | ベンジャミン・ブリストウ           | 1874年6月4日   | 1876年6月20日  | ユリシーズ・グラント                                                    |
| 31 |      | ロト・モリル                       | 1876年7月7日   | 1877年3月9日   | ユリシーズ・グラント ラザフォード・ヘイズ                               |
| 32 |      | ジョン・シャーマン                 | 1877年3月10日  | 1881年3月3日   | ラザフォード・ヘイズ                                                    |
| 33 |      | ウィリアム・ウィンダム             | 1881年3月8日   | 1881年11月13日 | ジェームズ・ガーフィールド チェスター・アーサー                         |
| 34 |      | チャールズ・フォルジャー           | 1881年11月14日 | 1884年9月4日   | チェスター・アーサー                                                    |
| 35 |      | ウォルター・グレシャム             | 1884年9月5日   | 1884年10月30日 | チェスター・アーサー                                                    |
| 36 |      | ヒュー・マカロック                 | 1884年10月31日 | 1885年3月7日   | チェスター・アーサー グロバー・クリーブランド                           |
| 37 |      | ダニエル・マニング                 | 1885年3月8日   | 1887年3月31日  | グロバー・クリーブランド                                                |
| 38 |      | チャールズ・フェアチャイルド       | 1887年4月1日   | 1889年3月6日   | グロバー・クリーブランド                                                |
| 39 |      | ウィリアム・ウィンダム             | 1889年3月7日   | 1891年1月29日  | ベンジャミン・ハリソン                                                  |
| 40 |      | チャールズ・フォスター             | 1891年2月25日  | 1893年3月6日   | ベンジャミン・ハリソン グロバー・クリーブランド                         |
| 41 |      | ジョン・カーライル                 | 1893年3月7日   | 1897年3月5日   | グロバー・クリーブランド ウィリアム・マッキンリー                       |
| 42 |      | ライマン・ゲイジ                   | 1897年3月6日   | 1902年1月31日  | ウィリアム・マッキンリー セオドア・ルーズベルト                         |
| 43 |      | レスリー・ショウ                   | 1902年2月1日   | 1907年3月3日   | セオドア・ルーズベルト                                                  |
| 44 |      | ジョージ・コーテルユー             | 1907年3月4日   | 1909年3月7日   | セオドア・ルーズベルト                                                  |
| 45 |      | フランクリン・マクヴェーグ         | 1909年3月8日   | 1913年3月5日   | ウィリアム・ハワード・タフト                                            |
| 46 |      | ウィリアム・マカドゥー             | 1913年3月6日   | 1918年12月15日 | ウッドロウ・ウィルソン                                                  |
| 47 |      | カーター・グラス                   | 1918年12月16日 | 1920年2月1日   | ウッドロウ・ウィルソン                                                  |
| 48 |      | デイヴィッド・ヒューストン         | 1920年2月2日   | 1921年3月3日   | ウッドロウ・ウィルソン                                                  |
| 49 |      | アンドリュー・メロン               | 1921年3月4日   | 1932年2月12日  | ウォレン・G・ハーディング カルヴィン・クーリッジ ハーバート・フーヴァー |
| 50 |      | オグデン・ミルズ                   | 1932年2月13日  | 1933年3月4日   | ハーバート・フーヴァー                                                  |
| 51 |      | ウィリアム・ウッディン             | 1933年3月5日   | 1933年12月31日 | フランクリン・ルーズベルト                                              |
| 52 |      | ヘンリー・モーゲンソウ             | 1934年1月1日   | 1945年7月22日  | フランクリン・ルーズベルト ハリー・S・トルーマン                        |
| 53 |      | フレデリック・ヴィンソン           | 1945年7月23日  | 1946年6月23日  | ハリー・S・トルーマン                                                   |
| 54 |      | ジョン・スナイダー                 | 1946年6月25日  | 1953年1月20日  | ハリー・S・トルーマン                                                   |
| 55 |      | ジョージ・ハンフリー               | 1953年1月21日  | 1957年7月29日  | ドワイト・アイゼンハワー                                                |
| 56 |      | ロバート・バーナード・アンダーソン | 1957年7月29日  | 1961年1月20日  | ドワイト・アイゼンハワー                                                |
| 57 |      | ダグラス・ディロン                 | 1961年1月21日  | 1965年4月1日   | ジョン・F・ケネディ リンドン・B・ジョンソン                             |
| 58 |      | ヘンリー・ファウラー               | 1965年4月1日   | 1968年12月20日 | リンドン・B・ジョンソン                                                 |
| 59 |      | ジョセフ・バー                     | 1968年12月21日 | 1969年1月20日  | リンドン・B・ジョンソン                                                 |
| 60 |      | デイヴィッド・ケネディ             | 1969年1月22日  | 1971年2月10日  | リチャード・ニクソン                                                    |
| 61 |      | ジョン・コナリー                   | 1971年2月11日  | 1972年6月12日  | リチャード・ニクソン                                                    |
| 62 |      | ジョージ・シュルツ                 | 1972年6月12日  | 1974年5月8日   | リチャード・ニクソン                                                    |
| 63 |      | ウィリアム・サイモン               | 1974年5月8日   | 1977年1月20日  | リチャード・ニクソン ジェラルド・フォード                               |
| 64 |      | マイケル・ブルーメンソール         | 1977年1月23日  | 1979年8月4日   | ジミー・カーター                                                        |
| 65 |      | ウィリアム・ミラー                 | 1979年8月7日   | 1981年1月20日  | ジミー・カーター                                                        |
| 66 |      | ドナルド・リーガン                 | 1981年1月22日  | 1985年2月1日   | ロナルド・レーガン                                                      |
| 67 |      | ジェイムズ・ベイカー               | 1985年2月4日   | 1988年8月17日  | ロナルド・レーガン                                                      |
| 68 |      | ニコラス・ブレイディ               | 1988年9月15日  | 1993年1月17日  | ロナルド・レーガン ジョージ・H・W・ブッシュ                             |
| 69 |      | ロイド・ベンツェン                 | 1993年1月20日  | 1994年12月22日 | ビル・クリントン                                                        |
| 70 |      | ロバート・ルービン                 | 1995年1月11日  | 1999年7月2日   | ビル・クリントン                                                        |
| 71 |      | ローレンス・サマーズ               | 1999年7月2日   | 2001年1月20日  | ビル・クリントン                                                        |
| 72 |      | ポール・オニール                   | 2001年1月20日  | 2002年12月31日 | ジョージ・W・ブッシュ                                                   |
| 73 |      | ジョン・スノー                     | 2003年2月3日   | 2006年6月29日  | ジョージ・W・ブッシュ                                                   |
| 74 |      | ヘンリー・ポールソン               | 2006年7月10日  | 2009年1月20日  | ジョージ・W・ブッシュ                                                   |
| 75 |      | ティモシー・フランツ・ガイトナー   | 2009年1月26日  | 2013年1月25日  | バラク・オバマ                                                          |
| -  |      | ニール・ウォーリン （代理）        | 2013年1月25日  | 2013年2月28日  | バラク・オバマ                                                          |
| 76 |      | ジェイコブ・ルー                   | 2013年2月28日  | 2017年1月20日  | バラク・オバマ                                                          |
| -  |      | アダム・シュビン （代理）          | 2017年1月20日  | 2017年2月13日  | ドナルド・トランプ                                                      |
| 77 |      | スティーブン・ムニューシン         | 2017年2月13日  | 2021年1月20日  | ドナルド・トランプ                                                      |
| -  |      | アンディ・バウコル （代理）        | 2021年1月20日  | 2021年1月26日  | ジョー・バイデン                                                        |
| 78 |      | ジャネット・イエレン               | 2021年1月26日  | 2025年1月20日  | ジョー・バイデン                                                        |
| -  |      | デビッド・レブリク（代理）         | 2025年1月20日  | 2025年1月28日  | ドナルド・トランプ                                                      |
| 79 |      | スコット・ベッセント               | 2025年1月28日  | （現職）       | ドナルド・トランプ                                                      |

## 財務長官代行
財務長官が職務を遂行できなくなった場合には、財務副長官が財務長官の職務を代行する。財務長官および財務副長官の両方がともに職務を遂行できない場合には、次官級の政府関係者のうち、最も職歴の長い人物が財務長官代行として財務長官の職務に当たることになっている。現行の制度の下では、国内金融担当財務次官、国際担当財務次官、およびテロリズム・金融犯罪担当財務次官がこれに該当する。